# Лозинський Михайло Михайлович
Миха́йло Миха́йлович Лози́нський (псевдоніми, криптоніми: Закордонний, М. Л., М. М., Л-кий, М. та інші; 30 червня 1880, с. Бабин-Зарічний, Калуський район, Івано-Франківська область — 3 листопада 1937, розстрільний полігон НКВД СРСР, урочище Сандармох, нині Медвеж'єгорський район, Республіка Карелія, РФ) — український публіцист, політичний діяч, дипломат, правознавець, біографіст, літературознавець, перекладач, театральний критик.

## Життєпис
Народився у с. Бабине (Калуський повіт, Королівство Галичини і Володимирії, Австро-Угорщина).
У 1893 його віддали до Станиславівської бурси, де провчився 5,5 року.
1899 — приїхав до Львова, щоби закінчити навчання у Львівській академічній гімназії.
1897 — почав друкувати статті в пресі (зокрема, від 1899 — театрально-критичного характеру).
Після закінчення академічної гімназії (1900) вчився на правничому відділі Львівського університету, проте вже у вересні 1901 перенісся до Відня, згодом до Цюриху.
Час, проведений у Львові, вирізняється великою увагою автора до українського театру, до стану театральної критики та драматургії на Галичині. Під впливом театральних вражень Станиславова та Львова М.Лозинський навіть напише окремий цикл поезій «У театрі» в єдиній своїй поетичній збірці «Любов-туга». М.Лозинський також писав рецензії на драматичні твори, зокрема на драму Антона Крушельницького «Семчишини». Він також був першим біографом життя та творчості дружини Антона Крушельницького Марії Слободи-Крушельницької (1935—1976).
У Відні зустрів свою майбутню дружину Марію Рафаїлівну Таратуту, студентку медичного університету й сестру запеклого більшовика Віктора Таратути. Приблизно в першій половині 1902 року Михайло одружився з Марією в Цюриху. Невдовзі став відомим у міжнародному соціалістичному русі як прибічник анархо-комунізму школи Бакуніна-Кропоткіна, проте з яскравим українським національним забарвленням. 1903 року Марія Рафаїлівна покинула університет, вони втрьох із сином Романом повернулися спочатку до Відня, згодом до Львова.
До 1906 в сім'ї Лозинських народилось 4 дітей — троє синів і донька.
У 1906 окремим виданням побачила світ праця М. Лозинського «Маркс-Енгельс-Лібкнехт про відбудованє Польщі» (написана у зв'язку з певними заявами відомого галицького соціал-демократа М.Ганкевича, який, розмірковуючи про відродження етнографічної Польщі й етнографічної України, посилався на К. Маркса і Ф. Енгельса. Особливо гострій критиці Лозинський піддав положення концепції Ф. Енгельса про «великі історичні народи» та «народності», де останні повинні вмирати на користь «великих історичних народів».
На початку 1907 вперше потрапив до Києва і жив там протягом лютого-березня, працюючи в редакції газети «Рада». З того часу починаються його регулярні відвідини української столиці, а також Одеси, Харкова, Варшави, Вільна, Москви, Санкт-Петербургу.
Приблизно 1914 року здобув ступінь доктора права у Віденському університеті.
1914—1917 — брав активну участь у діяльності «Союзу визволення України» (СВУ) у Відні, зокрема, друкував свої праці у «Вістнику СВУ». Його «Галичина в життю України» [Архівовано 5 березня 2016 у Wayback Machine.] на початку 1916 вийшла окремою брошурою у Відні (коштом СВУ).
Обраний до Української Національної Ради ЗУНР, у лютому 1919 він як член делегації брав участь у переговорах з місією Антанти, очоленою французьким генералом Бертелемі, а також у діяльності української делегації на Паризькій мирній конференції. Від березня того ж року М.Лозинський працював заступником державного секретаря (міністра) закордонних справ Західної області УНР.
У 1921—1927 — професор міжнародного права й історії української політичної думки Українського Вільного Університету (у Відні та Празі).

### Радянський період
У вересні 1927 року з дозволу радянського уряду переїхав до УСРР, очолював кафедру права в Інституті народного господарства у Харкові (1928—1930), також займав посаду у Харківському інституті марксизму. Нарівні з викладацькою роботою професор активно працював як науковець, друкував у радянській періодиці огляди поточних подій міжнародного життя.
За обвинуваченням у належності до Української Військової організації Лозинського заарештовано 21 березня 1930 року, у вересні судова трійка при колегії ДПУ УСРР засудила його до 10 років виправно-трудових таборів, і 10 грудня 1933 професора етапували на Соловки.
Постановою окремої трійки Управління НКВД СРСР по Ленінградській області від 9 жовтня 1937 дістав найвищу кару (розстріл). Вивезений із Соловків з великим етапом в'язнів СЛОН і страчений 3 листопада 1937 в урочищі Сандармох біля Медвеж'єгорська (нині Республіка Карелія, РФ). Дані про те, що М. Лозинський помер на засланні на Північному Уралі архівними документами не підтверджені.
Клопотанням директора Інституту суспільних наук АН УРСР Івана Крип'якевича (1956) щодо реабілітації М. Лозинського ініційовано процес перегляду його справи. Додатковим стимулом до перегляду справи стала заява 82-річної Марії Рафаїлівни, надіслана з Караганди на ім'я Генерального прокурора СРСР Р. А. Руденка.
Ухвалою Військового трибуналу КВО від 24 серпня 1957 постанови «трійок» при Колегії ДПУ УСРР від 23 вересня 1933 та УНКВС СРСР по Ленінградській області від 9 жовтня 1937 року скасовано, і справу щодо М. М. Лозинського припинено за відсутністю складу злочину.

## Видані твори та праці

### Історичні, історико-публіцистичні та політологічні праці
- Гайдамаччина. Із історії народних рухів в Україні в 18-му ст. — Наклад Вячеслава Будзиновського. — Львів, 1906. — 46 с.
- Антін Менгер і його соціально-політичні твори. — Львів: наклад М. Петрицького, 1907. — 80 с.
- З польсько-українських відносин. «Славянська політика» — чи «історична Польща»? // Літературно-науковий вісник. — Том 37. — 1907. — С. 463—473.
- З австрійської України. До боротьби за український університет у Львові // Літературно-науковий вісник. — Том 37. — 1907. — С. 527—536.
- З австрійської України. Польсько-українські відносини і соймові вибори // Літературно-науковий вісник. — Том 41. — 1908. — С. 415—425.
- З австрійської України. Вибори до галицького сойму // Літературно-науковий вісник. — Том 42. — 1908. — С. 185—194.
- Польський і руський революційний рух і Україна (1908).
- Українство і москвофільство серед українсько-руського народу в Галичині [Архівовано 4 березня 2016 у Wayback Machine.]. — Львів: Накладом В.Бачинського, 1909. — 96 с.
- Духовенство і національна культура. — Львів, 1912.
- Автономія країв в австрійській конституції (1912).
- Поділ Галичини (1913).
- Утворення українського коронного краю в Австрії.— Відень, 1915.— 75 с. [Архівовано 2 липня 2019 у Wayback Machine.]
- Українська Галичина — окремий коронний край (1915). [Архівовано 2 липня 2019 у Wayback Machine.]
- Війна і польська політична думка (1916).
- Галичина в життю України].— Відень: Союз Визволення України, 1916.— 64 c. [Архівовано 2 липня 2019 у Wayback Machine.]
- Крівава книга. Частина 2. Українська Галичина під окупацією Польщі в рр. 1919—1920 [Архівовано 4 березня 2016 у Wayback Machine.]. — Відень: Видання уряду Західно-Української Народньої Республіки, 1921. (у співавторстві з Петром Карманським)
- Галичина в рр. 1918—1920 [Архівовано 4 березня 2016 у Wayback Machine.]. — 1922.
- З новим роком 1924: Теперішній стан будови української держави і задачі західно-українських земель (1924).
- З французької політичної літератури про Україну й Польщю. — Париж, 1925.
- Уваги про українську державність. — Відень, 1925. — 86 с.
- Проблема роззброєння, Ліга Націй та СРСР. — Харків, 1929.
- Галичина в рр. 1918—1920. — Нью-Йорк: Червона Калина, 1970. — 288 с. (перше видання — Відень, 1922)
- Галичина в рр. 1918—1920 / др. Михайло Лозинський. — Відень: Загран. бюро і склад вид. в Відні, 1922. — 228 с. — (Українська революція. Розвідки і матеріали. Книга п'ята). [Архівовано 2 липня 2019 у Wayback Machine.]
- Лозинський М. М. Галичина в житті України / др. М. Лозинський. — Відень: Накладом «Союза визволення України», 1916. — 59, 5 с. [Архівовано 14 серпня 2020 у Wayback Machine.]

### Антологія
- Українська революція. Галичина в рр. 1918—1920: Розвідки і матеріали — Відень: Український соціологічний інститут, 1922.

### Біографістика
- Тарас Шевченко. Єго житіє і значінє. — Наклад «Громадського голосу». — Львів, 1901.
- Життєпис Драгоманова. — Вінніпеґ, 1907.
- Люди. Біографічно-літературні нариси: Драгоманов, Франко, Павлик, Сембратович, Бернзон, Реклі, Крапоткін, Толстой, Тургенєв, Гарібальді. — Львів: накл. авт., 1909. — 130 с.
- Про батька нашого Тараса Шевченка. — Коломия, 1914.
- Іван Франко (З портретом).— Відень: Накл. Союзу визволення України, 1917.— 52 с. [Архівовано 2 липня 2019 у Wayback Machine.]
- Михайло Павлик: Його життє і діяльність. — Відень: Накладом Союзу визволення України, 1917. — 23 с.
- Ті, що від нас відійшли: Роман Сембратович, Михайло Коцюбинський, Кость Паньківський та ін. (Посмертні згадки). — Львів, 1917. — 53 с.

### Спогади
- Галичина на Мировій конференції в Парижі. — Камінець, 1919.
- Моє співробітництво з президентом Петрушевичем. — Львів: Накл. «Нового Часу», 1925. — 44 с.

### Підручники
- Міжнародне право (1922). [Архівовано 2 липня 2019 у Wayback Machine.]
- Охорона національних меншостей в міжнародному праві (1923).
- Міжнародне право: Підруч. — Харків, 1931.

### Переклади
- Підеша. Восток і Запад, повість. — Коломия, 1903. — 155 с.
- Горький М. Мальва і інші оповідання. В перекладах В.Гнатюка, С.Гуменюка та М.Лозинського. Накладом Русько-Української видавничої спілки. — Львів, 1904. — 184 с.
- Йоганн Конрад. Національна економія. — Львів: Накладом Русько-Української видавничої спілки, 1904.
- Тисяча й одна ніч. Арабські казки. Переклав Михайло Лозинський. // Літерат. Наук. Бібліот. Ч. 124—126. — Львів, 1906.